# Трпань

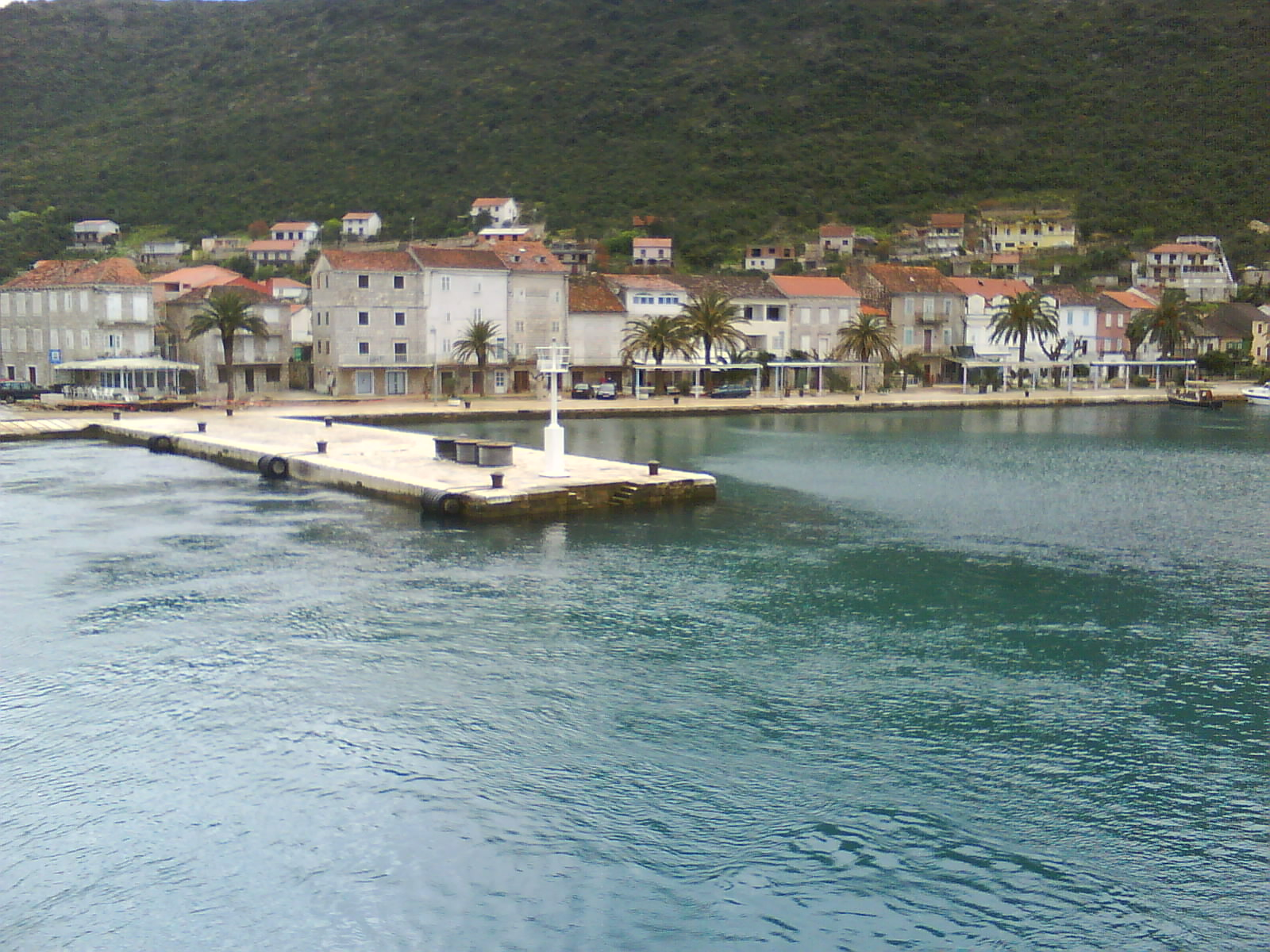

Трпа́нь (хорв. Trpanj) — община и село на юге Хорватии, расположенная на северо-западной части полуострова Пелешац на берегу Адриатического моря. Население — 871 чел. (на 2001 г.). Община состоит из 4 сёл.  

## Состав общины
- Донья Вручица — 48
- Дуба Пельешка — 54,
- Горнья Вручица — 62,
- Трпань.